# .41 Short
Набій кільцевого запалення .41 калібру вперше було представлено компанією National Arms Company у 1863 році. Він також відомий під назвами .41 Short та .41-100. У більшості подібних позначень друге число позначає заряд чорного пороху, хоча в цьому випадку воно означає «41 соту дюйма».. Набій .41 Short було створено з наміром використовувати його у малій, однозарядній зброї типу деррінджер, саме тому у набою погана дуже балістика (більшість деррінджерів заряджалися набоями які не призначені для такої малої зброї). Remington Arms почала випускати свій знаменитий двоствольний деррінджер Remington Модель 95 під набій .41 Rimfire у 1866 році. 1873 року для кишенькового револьвера Colt New Line було представлено більш потужний набій .41 Long.

## Продуктивність

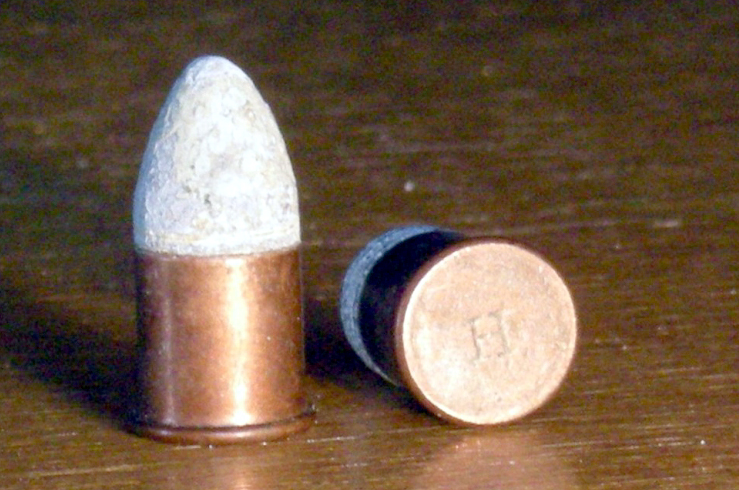
.41 Short набій кільцевого запалення

Згідно з джерелом Cartridges of the World, набій .41 Rimfire мав свинцеву кулю вагою 8,4 г з зарядом пороху вагою 0,8 г чорного пороху. Дулова швидкість кулі становила 130 м/с,, а дулова енергія — 71 Дж. Однак нещодавно письменник з вогнепальної зброї Гольт Бодінсон заперечив ці висновки. Він стверджує, що при його випробуваннях куля вагою 8,4 г рухалася зі швидкістю 209 м/с з енергією 150 ДЖ — це суттєво відрізняється від перших випробувань. Різницю у висновках можна пояснити різницею у конкретному набої чи у вимірювальному обладнанні, яке використовували.